# Scelte del primo giro nel draft dei Seattle Seahawks

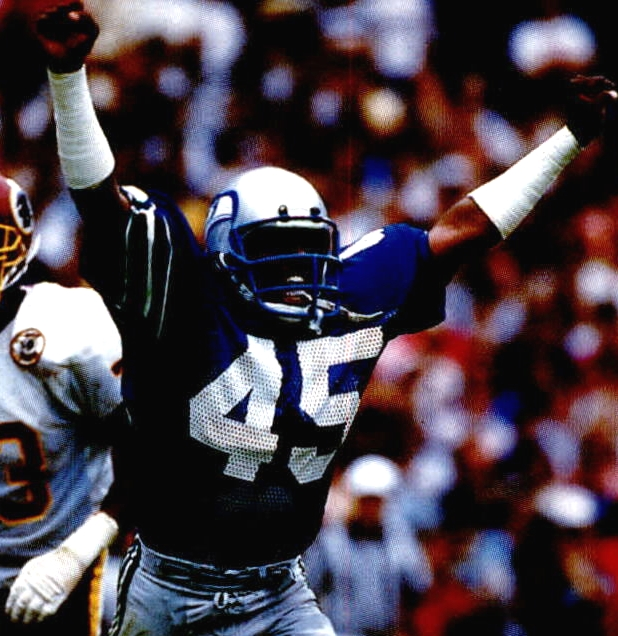
Kenny Easley, scelto nel 1981

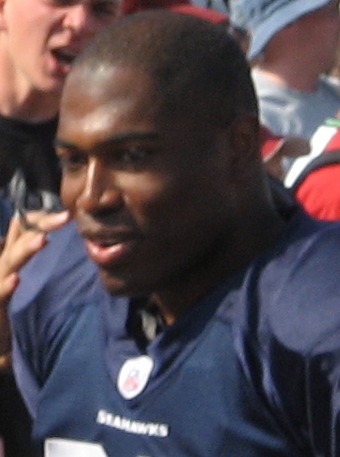
Shaun Alexander, scelto nel 2000

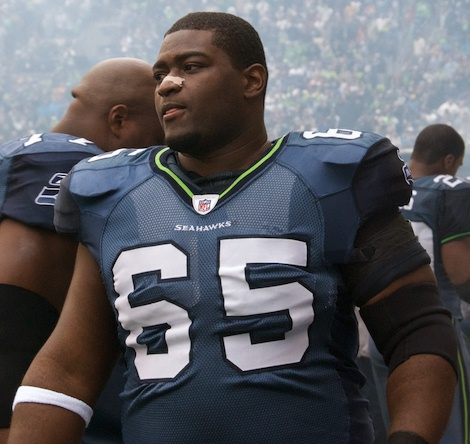
Chris Spencer, scelto nel 2005

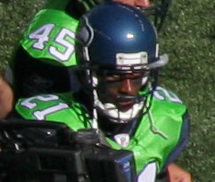
Kelly Jennings, scelto nel 2006

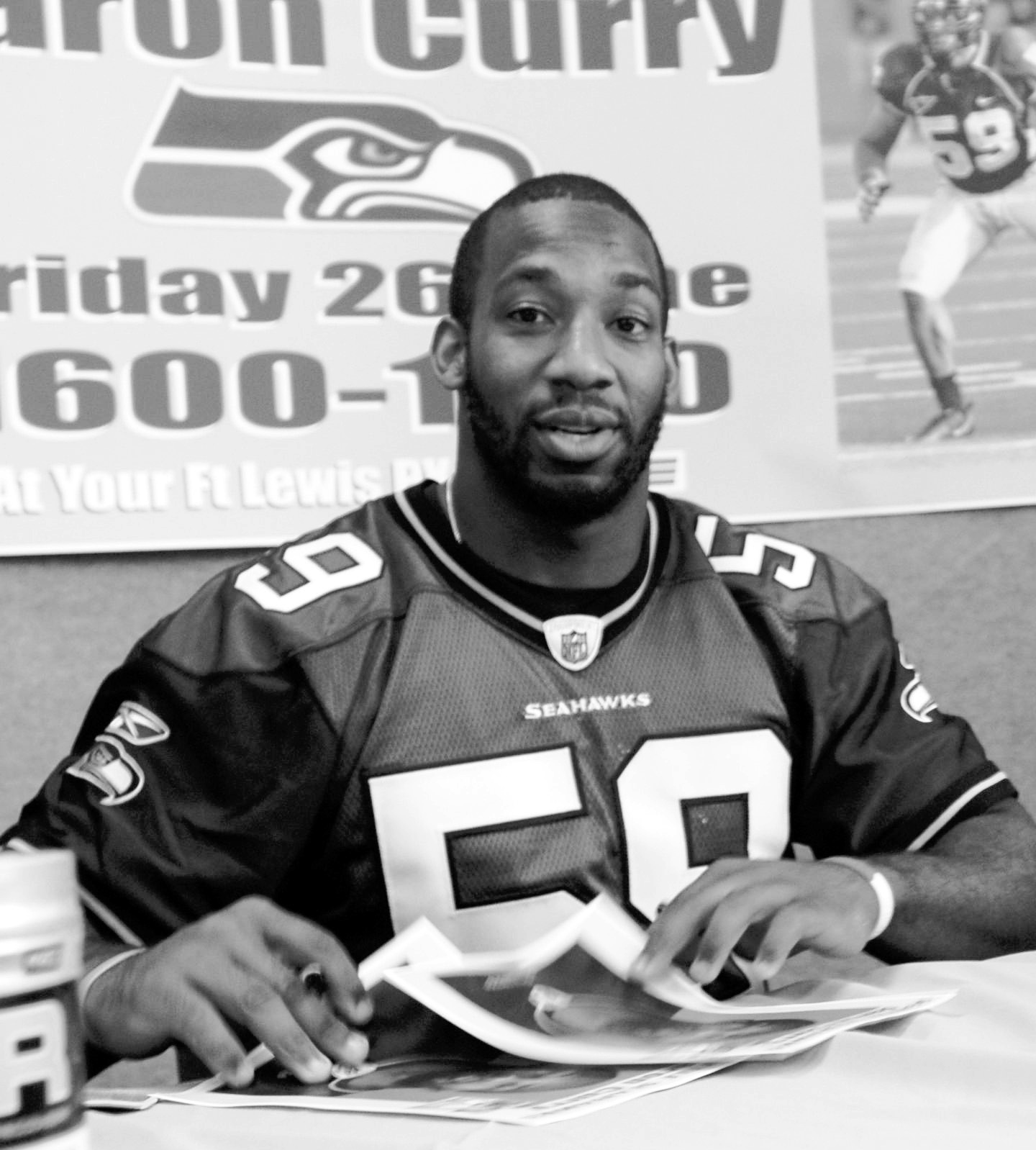
Aaron Curry, scelto nel 2009

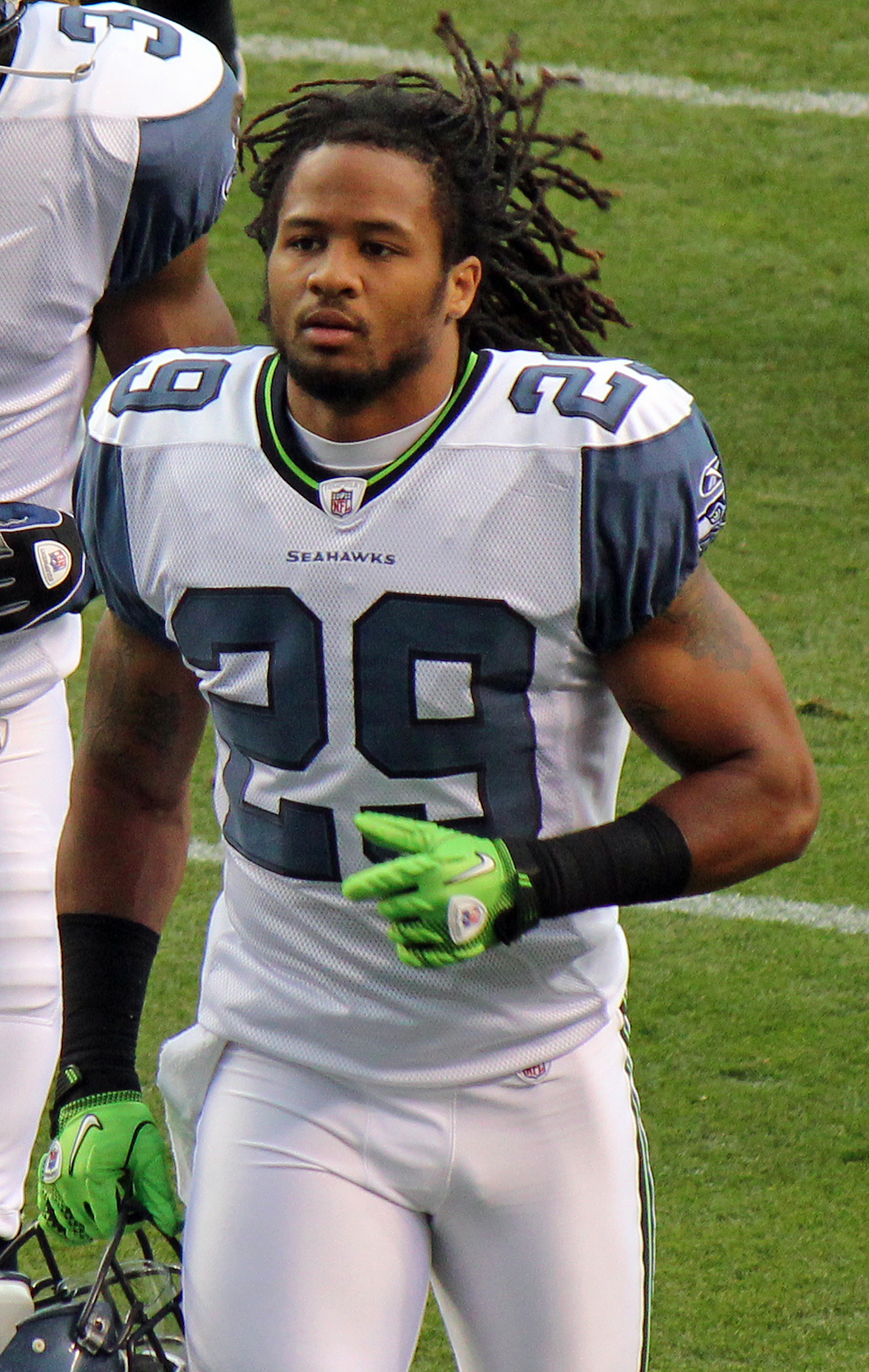
Earl Thomas, scelto nel 2010

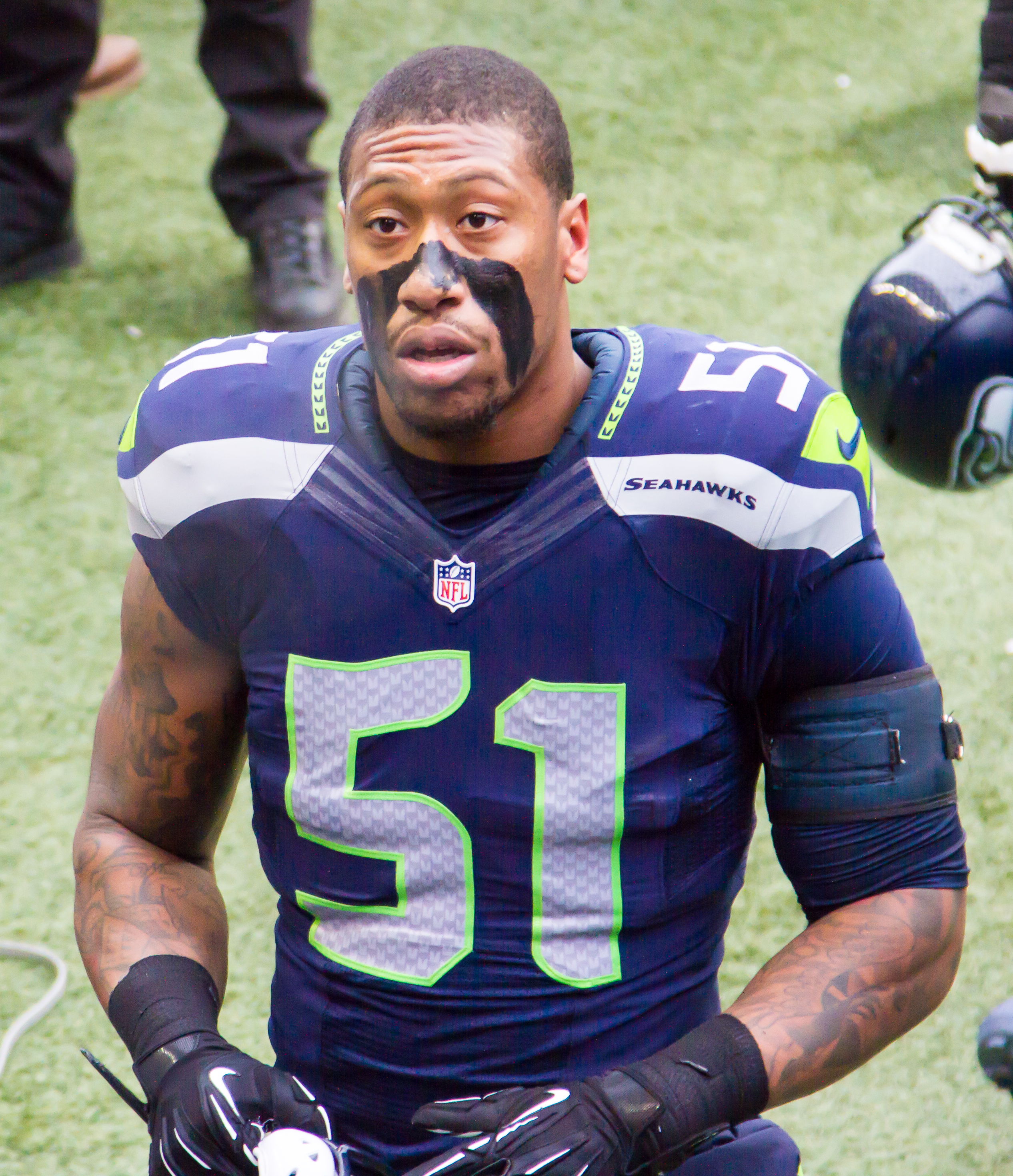
Bruce Irvin, scelto nel in 2012

I Seattle Seahawks si unirono alla National Football League (NFL) nel 1976 insieme ai Tampa Bay Buccaneers. Nel primo draft a cui parteciparono, il Draft NFL 1976, scelsero il defensive tackle Steve Niehaus dall'Università di Notre Dame. La scelta del primo giro più recenti è stata nel 2025 quando fu selezionato Grey Zabel, una guardia da North Dakota State.
I Seahawks non hanno mai detenuto la prima scelta assoluta in nessun draft, anche se hanno avuto la seconda scelta assoluta due volte, la terza scelta tre volte e la quarta due volte. Con tre giocatori, l'Università di Notre Dame è quella che ha fornito più giocatori nel primo giro alla squadra.

## Le scelte
|  | = Pro Bowler |

|  | = Hall of Famer |

| Anno | Scelta | Giocatore          | Ruolo            | College              | Note   |
| ---- | ------ | ------------------ | ---------------- | -------------------- | ------ |
| 1976 | 2      | Steve Niehaus      | Defensive tackle | Notre Dame           |        |
| 1977 | 14     | Steve August       | Guardia          | Tulsa                | [ 3 ]  |
| 1978 | 9      | Keith Simpson      | Defensive back   | Memphis State        |        |
| 1979 | 18     | Manu Tuiasosopo    | Defensive tackle | UCLA                 |        |
| 1980 | 10     | Jacob Green        | Defensive end    | Texas A&M            | [ 4 ]  |
| 1981 | 4      | Kenny Easley       | Safety           | UCLA                 |        |
| 1982 | 6      | Jeff Bryant        | Defensive end    | Clemson              |        |
| 1983 | 3      | Curt Warner        | Running back     | Penn State           | [ 5 ]  |
| 1984 | 22     | Terry Taylor       | Cornerback       | Southern Illinois    |        |
| 1985 | —      | Nessuna scelta     | —                | —                    | [ 6 ]  |
| 1986 | 15     | John L. Williams   | Fullback         | Florida              |        |
| 1987 | 18     | Tony Woods         | Linebacker       | Pittsburgh           |        |
| 1988 | 22     | Brian Bosworth     | Linebacker       | Oklahoma             | [ 7 ]  |
| 1989 | 15     | Andy Heck          | Offensive tackle | Notre Dame           |        |
| 1990 | 3      | Cortez Kennedy     | Defensive tackle | Miami, FL            | [ 8 ]  |
| 1991 | 16     | Dan McGwire        | Quarterback      | San Diego State      |        |
| 1992 | 10     | Ray Roberts        | Offensive tackle | Virginia             |        |
| 1993 | 2      | Rick Mirer         | Quarterback      | Notre Dame           |        |
| 1994 | 8      | Sam Adams          | Defensive tackle | Texas A&M            |        |
| 1995 | 8      | Joey Galloway      | Wide receiver    | Ohio State           |        |
| 1996 | 21     | Pete Kendall       | Offensive tackle | Boston College       |        |
| 1997 | 3      | Shawn Springs      | Cornerback       | Ohio State           |        |
| 1997 | 6      | Walter Jones       | Offensive tackle | Florida State        | [ 9 ]  |
| 1998 | 15     | Anthony Simmons    | Linebacker       | Clemson              |        |
| 1999 | 22     | Lamar King         | Defensive end    | Saginaw Valley State |        |
| 2000 | 19     | Shaun Alexander    | Running back     | Alabama              | [ 10 ] |
| 2000 | 22     | Chris McIntosh     | Offensive tackle | Wisconsin            |        |
| 2001 | 9      | Koren Robinson     | Wide receiver    | North Carolina State |        |
| 2001 | 17     | Steve Hutchinson   | Guardia          | Michigan             |        |
| 2002 | 28     | Jerramy Stevens    | Tight end        | Washington           |        |
| 2003 | 11     | Marcus Trufant     | Cornerback       | Washington State     |        |
| 2004 | 23     | Marcus Tubbs       | Defensive tackle | Texas                |        |
| 2005 | 26     | Chris Spencer      | Centro           | Mississippi          |        |
| 2006 | 31     | Kelly Jennings     | Cornerback       | Miami, FL            |        |
| 2007 | —      | Nessuna scelta     | —                | —                    |        |
| 2008 | 28     | Lawrence Jackson   | Defensive end    | Southern California  |        |
| 2009 | 4      | Aaron Curry        | Linebacker       | Wake Forest          |        |
| 2010 | 6      | Russell Okung      | Tackle           | Oklahoma State       |        |
| 2010 | 14     | Earl Thomas        | Safety           | Texas                |        |
| 2011 | 25     | James Carpenter    | Guard            | Alabama              |        |
| 2012 | 15     | Bruce Irvin        | Defensive End    | West Virginia        |        |
| 2013 | —      | Nessuna scelta     | —                | —                    | [ 11 ] |
| 2014 | —      | Nessuna scelta     | —                | —                    | [ 12 ] |
| 2015 | —      | Nessuna scelta     | —                | —                    | [ 13 ] |
| 2016 | 31     | Germain Ifedi      | Offensive guard  | Texas A&M            | [ 14 ] |
| 2017 | —      | Nessuna scelta     | —                | —                    |        |
| 2018 | 18     | Rashaad Penny      | Running back     | San Diego State      | [ 15 ] |
| 2019 | 29     | L.J. Collier       | Defensive end    | TCU                  | [ 16 ] |
| 2020 | 27     | Jordyn Brooks      | Linebacker       | Texas Tech           | [ 17 ] |
| 2021 | —      | Nessuna scelta     | —                | —                    |        |
| 2022 | 9      | Charles Cross      | Offensive tackle | Mississippi State    | [ 18 ] |
| 2023 | 5      | Devon Witherspoon  | Cornerback       | Illinois             |        |
| 2023 | 20     | Jaxon Smith-Njigba | Wide receiver    | Ohio State           |        |
| 2024 | 16     | Byron Murphy II    | Defensive tackle | Texas                | [ 19 ] |
| 2025 | 18     | Grey Zabel         | Guardia          | North Dakota State   | [ 20 ] |